# 2007年馬里亞納群島大地震

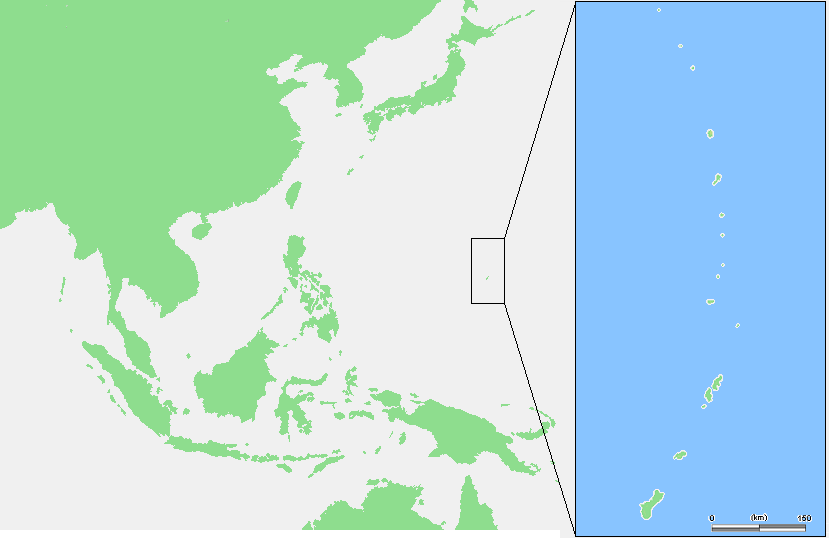
马里亚纳群岛

2007年馬里亞納群島大地震發生於2007年月10月31日UTC時間3時30分（當地時間為13時30分），震央距離北馬里亞納羣島塞班島410公里、關島阿加尼亞605公里，矩震級為7.2，地震由太平洋板塊在馬里亞納海溝沉入馬里亞納板塊引發。